# A New Beginning (videogioco)
A New Beginning è un videogioco d'avventura punta e clicca sviluppato dalla Daedalic Entertainment e pubblicato da Lace Mamba Global per Microsoft Windows, OS X e iOS.

## Trama
Il gioco inizia nell'anno 2500. A causa dei cambiamenti climatici è possibile vivere soltanto sottoterra e nelle caverne. Molte forme di vita si sono estinte e anche la razza umana è minacciata dall'estinzione. Alcuni inventori hanno sviluppato una macchina del tempo alimentata da un motore che produce energia dall'alga blu-verde e riescono a mandare alcuni gruppi di ricercatori indietro nel tempo fino all'anno 2050. Fay e il suo collega arrivano in una distrutta San Francisco.
Fay contatta gli altri viaggiatori del tempo ma scopre che sono tutti morti ad eccezione dell'altro gruppo spedito a San Francisco e l'intero mondo è devastato dagli effetti del cambiamento climatico. Salvador, a capo della missione, decide che bisogna viaggiare indietro nel tempo fino ad un anno dove il problema del clima è presente ma ancora risolvibile. Nella loro ricerca trovano un articolo che parla di Bent Svensson, inventore di un biocombustibile basato sull'alga blu-verde.
Trovano anche un articolo che parla di come la catastrofe terrestre si sia originata da un'esplosione di una centrale nucleare in Amazzonia nel 1982. Questo evento scatenò una reazione a catena che provocò un inverno nucleare. Fay e Salvador viaggiano indietro ad una settimana prima del disastro, ma scoprono che Svensson è andato in pensione per motivi di salute e la ricerca è ora guidata da suo figlio Duve. Fay deve quindi convincere Bent che viene veramente dal futuro è che l'alga blu-verde è l'unica possibilità di salvezza per il mondo e per la razza umana. Tuttavia, ognuno ha qualche ragione per manipolare le cose per i propri scopi. Questo potrebbe causare il fallimento del salvataggio della Terra oppure no.

## Modalità di gioco
Il gioco è diviso in 11 capitoli, contando prologo ed epilogo. Il giocatore controlla Fay o Bent a seconda della situazione. Come un normale punta e clicca, il giocatore deve interagire con l'ambiente raccogliendo e combinando assieme vari oggetti per progredire nell'avventura.

## Colonna sonora
Mentre la colonna sonora di A New Beginning è stata composta principalmente da Knights of Soundtrack, i titoli di coda elencano un numero di persone aggiuntive, che hanno contribuito con la musica al gioco. Il tema principale è stato scritto da Periscope Studios, Bent's Theme di André Navratil e Damian Zur. Florian Behnsen e Giliam Spliethoff hanno contribuito alla musica aggiuntiva, servendo come musicisti e supervisori SFX. Gli stili musicali esposti, spaziano dal sottotitolo orchestrale, a brani occasionali in uno stile Europop degli anni '80 e musica lounge.
Nel 2010, la colonna sonora ha ricevuto il German Developers Award come migliore colonna sonora.

### Soundtrack
Musiche di Soundtrack.
1. Not A Bright Tomorrow – 2:38
2. The Beginning – 3:06
3. Bent's Melancholy – 1:04
4. Leaden Air – 4:14
5. Secrecy – 2:12
6. A Lonely Mission – 2:09
7. Served With Light Snacks – 1:24
8. Indez – 2:38
9. It's Not Too Late – 1:45
10. A Melancholy Return – 1:02
11. Lazy Diamond – 2:22
12. In The Working Mood – 1:26
13. Atlas – 3:44
14. The Weight Of The World – 3:00
15. The Arrival – 1:38
16. The Phoenix Plan – 4:20
17. End Credits – 4:59

Durata totale: 43:41

## Accoglienza
A New Beginning ha ricevuto recensioni contrastanti. Ha ricevuto un punteggio positivo del 67,88% su GameRankings basato su 8 recensioni e 72/100 su Metacritic basato su 20 recensioni.